# ОШ „Прота Матеја Ненадовић” Бранковина
ОШ „Прота Матеја Ненадовић” Бранковина баштини традицију постојања школе основане 1830. године као приватне школе Ненадовића. Школа носи име по проти Матеји Ненадовићу (1777—1854), војводе из Првог српског устанка, председника Правитељствујушчег совјета и дипломате.
Oсновну школу у Бранковини чини матична школа и четири издвојена одељења: у Голој Глави, Бабиној Луци, Kотешици и Јошеви.

## Историјат
Стара школа је грађена 1833. године залагањем Проте Матеје Ненадовић и грађана овог краја од материјала преосталог од градње цркве, од када ради као државна установа. Одмах после тога 1882. године саграђена је још једна зграда са две учионице и станом за учитеље. Ова школа, позната и као „Десанкина школа”, дуго година радила је као школа интернатског типа.
Обе школе се налази у центру села, у саставу Културно-историјског комплекса у коме се налазе и Музеј Ненадовића и црква Светих Арханђела.

## Школа данас
Зграда данашње школе је стара 60 годинa. У великом школском дворишту се налазе терени за фудбал, кошарку и одбојку, као и наша еколошка башта.
У непосредној близини је и одељење предшколске установе у коме је организован целодневни боравак деце и предшколски програм. 